# Thuiner Franziskanerinnen
Die Kongregation der Franziskanerinnen vom hl. Martyrer Georg zu Thuine (Ordenskürzel FSMG) ist eine 1869 gegründete katholische Ordensgemeinschaft, die nach den Regeln des heiligen Franziskus lebt. Das Generalmutterhaus der Gemeinschaft ist in Thuine im südlichen Emsland. Die Schwestern tragen einen schwarzen Habit und einen ebensolchen Schleier. Als Franziskanerinnen sind sie am weißen Zingulum mit drei Knoten zu erkennen.
Die Thuiner Franziskanerinnen betätigen sich vor allem im Bildungs- und Sozialwesen. Sie betreiben Schulen, Internate, Krankenhäuser, Alten- und Behindertenheime. Der in zehn Ländern tätige Orden zählt über 1300 Mitglieder.

## Geschichte

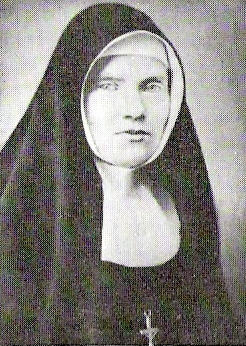
Anselma Bopp

1857 bat der damalige Pfarrer an der Thuiner St. Georgskirche, Gerhard Dall, um die Entsendung von Schwestern aus der Kongregation vom Heiligen Kreuz in Straßburg zur Arbeit in seiner Gemeinde. Sie sollten vor allem in der Krankenpflege tätig sein. Im Mai desselben Jahres traten zwei Schwestern, darunter die spätere Ordensgründerin Schwester Maria Anselma Bopp, ihren Dienst in Thuine an. Zur Krankenpflege kam bald die Sorge um verwaiste Kinder, deren Eltern am damals noch häufigen Typhus gestorben waren. Pfarrer Dall ließ 1860 das St.-Georgsstift mit einer Kapelle errichten und übergab es den zahlreicher gewordenen Kreuzschwestern als Kloster und Waisenhaus. Von ihrer Generaloberin 1869 aufgefordert, unverzüglich nach Straßburg zurückzukehren, entschieden sich Schwester Maria Anselma und ihre Mitstreiterinnen schließlich, dennoch in Thuine zu bleiben. In diesem Entschluss wurden die Ordensschwestern vom Osnabrücker Bischof Johannes Heinrich Beckmann unterstützt.
Am 25. November 1869 wurde die eigenständige Kongregation der Thuiner Franziskanerinnen im St.-Georgsstift gegründet und Maria Anselma Bopp von Bischof Beckmann zur ersten Generaloberin ernannt. Die Schwestern der neuen Kongregation nahmen die Regel des Dritten Ordens des hl. Franziskus an. Der Orden breitete sich in den ersten Jahren vor allem im Bistum Osnabrück aus und hatte 1887, als die Gründerin Maria Anselma Bopp starb, 146 Mitglieder in elf Niederlassungen.
Im Rahmen der Konfrontation des preußischen Staats mit der katholischen Kirche wurden 1875 die sogenannten Maigesetze erlassen, nach denen alle Orden oder ordensähnlichen Kongregationen verboten wurden, abgesehen von solchen, die sich der Krankenpflege widmeten. Die Franziskanerinnen waren durch M. Anselma Bopp († 1887) am 2. Mai 1878 mit ihrer Ordensgemeinschaft, im Gegensatz zu der Verweigerung der Borromäerinnen, bereit, bei Tätigkeiten die außerhalb des Klosters stattfanden ihre Ordenstracht abzulegen und konnten deshalb das Waisenhaus St. Johann in Osnabrück mit 50 Kindern übernehmen.
Die Thuiner Franziskanerinnen wurden 1909 von der römischen Kongregation für die Ordensleute offiziell anerkannt und erhielten 1920 die päpstliche Bestätigung ihrer Regeln.
Die erste Niederlassung in den Niederlanden wurde 1875 gegründet; 1920 bzw. 1923 siedelten sich Thuiner Franziskanerinnen in Japan und den USA an. 1932 gingen holländische Schwestern nach Indonesien. Nach dem Zweiten Weltkrieg wurde 1960 eine Niederlassung in Tansania und 1972 die erste in Brasilien gegründet.
2004 kam es zu einem internen Konflikt im Mutterhaus Thuine, als eine große Zahl der Schwestern Sonderrechte für sich verlangte. Sie waren von der sogenannten „Christusgemeinschaft“, einer charismatischen sektenartigen Bewegung, beeinflusst. Dieser Anspruch wurde von der Ordensleitung und der römischen Kongregation für die Ordensleute abgelehnt. Daraufhin traten 70 Schwestern im folgenden Jahr aus der Kongregation aus.

## Organisation
Die Thuiner Franziskanerinnen sind eine Ordensgemeinschaft päpstlichen Rechts. Sie wird von einer Generaloberin geleitet, die die Schwestern alle sechs Jahre neu wählen. Die Generaloberin wird unterstützt von der Generalvikarin und fünf weiteren Ratsschwestern. Seit den 1950er Jahren besteht die Kongregation aus dem Generalatsbereich in Thuine und mehreren Ordensprovinzen. Derzeit (2010) sind dies:
- die Deutsche Provinz (Sitz in Schwagstorf bei Fürstenau)
- die Niederländische Provinz
- die Japanische Provinz
- die Amerikanische Provinz (USA) mit der Region Herz-Jesu in Brasilien
- die Indonesische Provinz mit Papua-Neuguinea und Osttimor

Des Weiteren unterhalten die Thuiner Franziskanerinnen seit 2007 eine kleine Niederlassung im italienischen Assisi, dem Wirkungsort des hl. Franziskus. Dort können die Schwestern Urlaub machen und sich mit der Spiritualität ihres Ordenspatrons auseinandersetzen. Eine 2000 von Thuine aus gegründete Niederlassung im albanischen Delvina untersteht wie die in Assisi direkt dem Muttherhaus.

## Das Mutterhaus

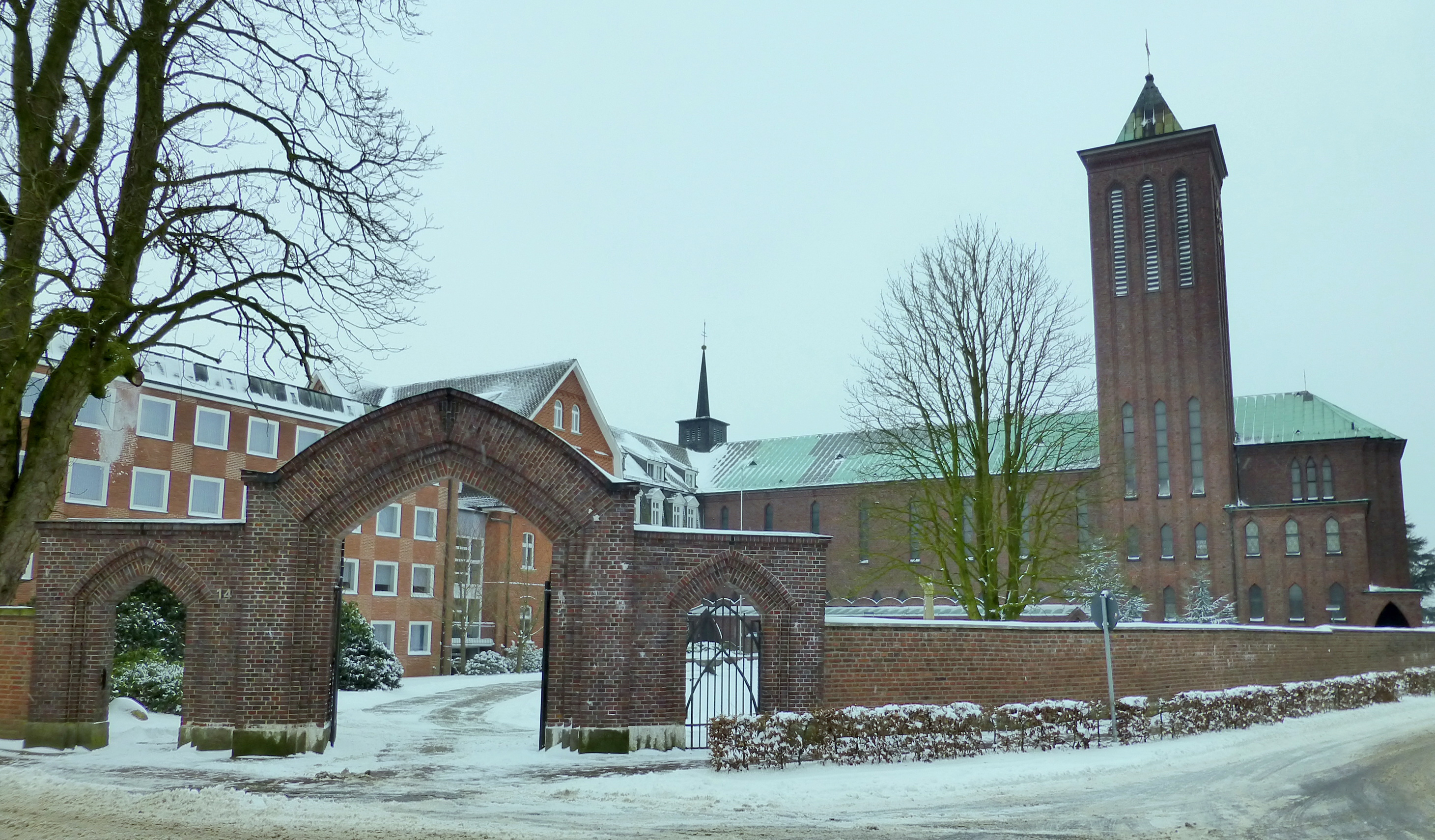
Teilansicht Kloster

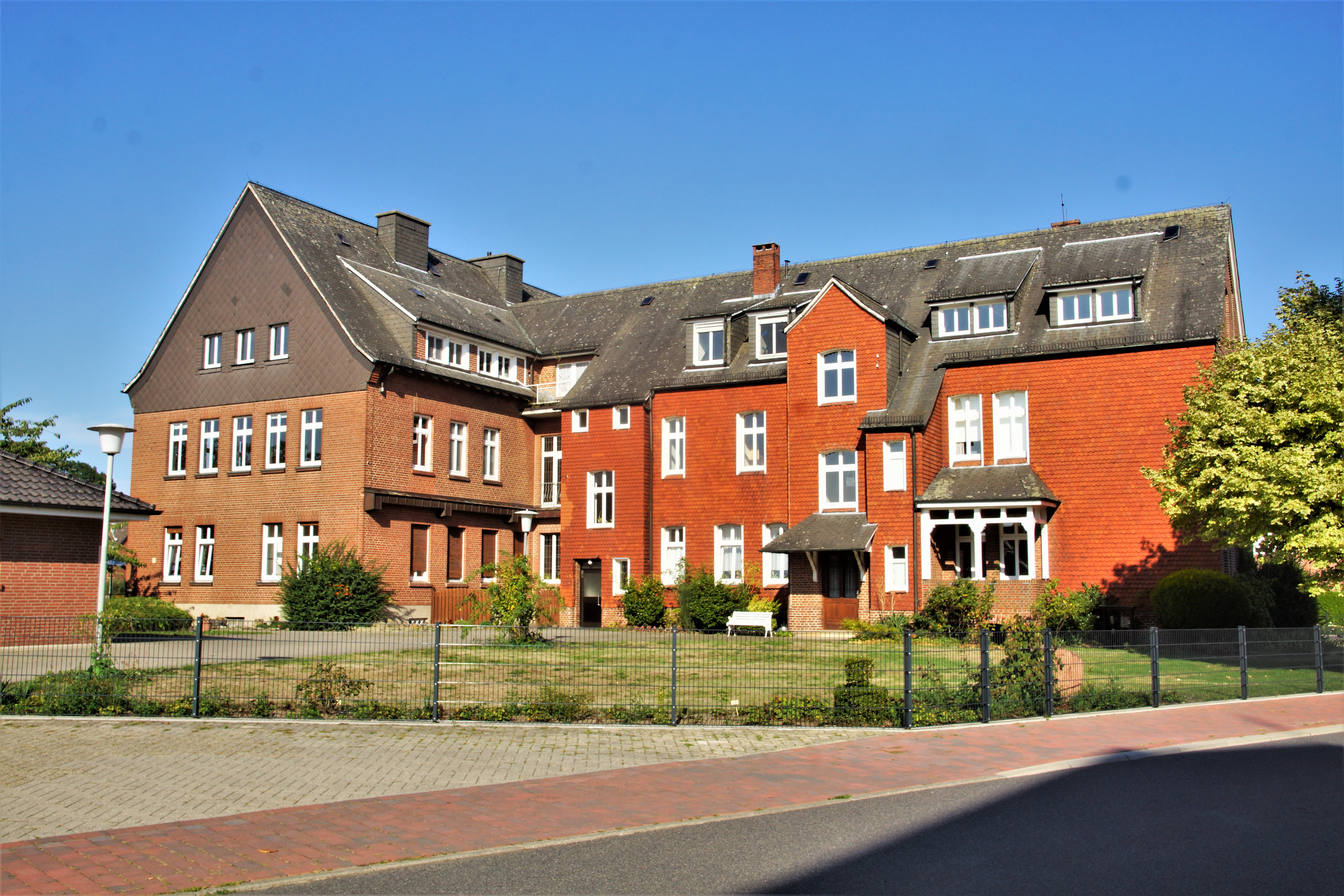
Ehemalige Berufsfachschule in Thuine

Das St.-Georgsstift als Mutterhaus der Kongregation ist seit dem letzten Drittel des 19. Jahrhunderts durch mehrere Gebäude erweitert und umgebaut worden. Dort befinden sich heute das Kloster mit der Christus-König-Kirche, die alte St.-Georgskapelle, die Ordensleitung, das Noviziat, das Altersheim der Schwestern, ein Gästehaus, ein Tagungsgebäude, die Antoniusschule mit Internat, eine Berufsfachschule, eine Turn- und Schwimmhalle, verschiedene Wirtschaftsgebäude und Werkstätten, eine Gärtnerei, ein Bauernhof und Wohnhäuser für die weltlichen Mitarbeiter.
Die Christus-König-Kirche wurde als neue Klosterkirche 1928/29 erbaut und vom damaligen Nuntius Eugenio Pacelli geweiht.

## Einrichtungen in Deutschland
Die deutsche Provinz der Kongregation betrieb im nordwestdeutschen Raum mehrere Heime für Verschickungskinder und betreibt etwa ein Dutzend Schulen, u. a. in Lingen (Berufsschule und Franziskusgymnasium), Osnabrück (Franz-von-Assisi-Schule), Schwagstorf bei Fürstenau (Realschule und Hauptschule), Thuine (Berufsschule, Realschule und Hauptschule) und Dingelstädt (Förderschule). Die Franziskanerinnen sind mit 41 % an der Krankenhausgesellschaft Niels-Stensen-Kliniken beteiligt. Sie unterhalten ein Kurheim auf Borkum und die Fachklinik Maria Meeresstern in Niendorf (Timmendorfer Strand), ein Hospiz in Bad Pyrmont, Altenheime in Bad Soden am Taunus und Schöneiche sowie Gästehäuser für Exerzitien, Tagungen und Begegnungen in Bad Pyrmont, Heede, Schwagstorf und Thuine.

## Missbrauchsfälle in Kurheimen
In den 1950er bis 1970er Jahren wurden vom Orden zahlreiche Kindererholungsheime betrieben. In mehreren wurde Kindern Gewalt angetan.
Über die Internetplattform Netzwerk B haben von Kinderkuren Betroffene zwischen 1970 und 1990 ihre negativen Erfahrungen geschildert. Darin geht es um Übergriffe, harte Bestrafungen wegen Nichtigkeiten, Misshandlungen, zum Teil auch um sexualisierte Gewalt. Dabei wurden auch Vorwürfe gegen drei Heime laut, die vom Orden der Thuiner Franziskanerinnen in Timmendorfer Strand-Niendorf und auf Borkum betrieben werden. Dazu hat der Orden nun eine Dokumentation vorgelegt.
„Wir halten die Schilderungen der früheren Kinder für wahr“, sagte die Generaloberin des Ordens, Schwester Maria Cordis Reiker.
Erzieherinnen aus dem Emsland berichten zu den Kinderkuren unter anderem, dass sie mitangesehen hätten, wie kleine Kinder mit eiskaltem Wasser abgespritzt oder gezwungen wurden, ihr eigenes Erbrochenes zu essen. Gerda Heyne aus Haren hat in einem Kinderkurheim der Thuiner Franziskanerinnen gearbeitet. Sie und eine frühere Kollegin berichten von „unhaltbaren Zuständen“. Beide Frauen hatten daher gekündigt.
Gegen den Orden der Thuiner Franziskanerinnen gibt es seit längerem Vorwürfe wegen sexuellem Missbrauchs und Misshandlungen von Schutzbefohlenen. Trotz mehrfach versprochener Aufklärung sind zahlreiche Verdachtsfälle ungeklärt. Auch das Verhalten von Bischof Heinrich Maria Janssen kam in den Fokus. Betroffene fordern weitere Aufklärung, denn der für die Opfer errichtete Gedenkstein reicht ihnen nicht aus.
In Berichten über Aufenthalte 1967 in Thuiner Kinderkurheimen an Nordsee und Ostsee sprechen Betroffene von Gewalt, sexuellen Übergriffen und Drangsalierungen.